# Lijst van voetbalinterlands Algerije - Jordanië (vrouwen)
Deze lijst van voetbalinterlands is een overzicht van alle officiële voetbalinterlands tussen de nationale vrouwenteams van Algerije en Jordanië. De landen hebben tot nu toe vijf keer tegen elkaar gespeeld. 

## Wedstrijden
| № | Plaats | Datum            | Competitie        | Wedstrijd           | Uitslag |
| - | ------ | ---------------- | ----------------- | ------------------- | ------- |
| 1 | Amman  | 9 februari 2017  | Vriendschappelijk | Jordanië − Algerije | 2 − 1   |
| 2 | Amman  | 12 februari 2017 | Vriendschappelijk | Jordanië − Algerije | 2 − 3   |
| 3 | Amman  | 16 juni 2017     | Vriendschappelijk | Jordanië − Algerije | 0 − 1   |
| 4 | Amman  | 19 juni 2017     | Vriendschappelijk | Jordanië − Algerije | 3 − 2   |
| 5 | Caïro  | 25 augustus 2021 | Vriendschappelijk | Jordanië − Algerije | 1 − 3   |

## Samenvatting
| Competitie        | Totaal gespeeld | Winst Algerije | Gelijk | Winst Jordanië | Doelsaldo Algerije – Jordanië |
| ----------------- | --------------- | -------------- | ------ | -------------- | ----------------------------- |
| Vriendschappelijk | 5               | 3              | 0      | 2              | 10 − 8                        |
| Totaal            | 5               | 3              | 0      | 2              | 10 − 8                        |